# Z comme Zorro
Série
Zorango et les comancheros
(1971)
Pour plus de détails, voir Fiche technique et Distribution.
Z comme Zorro (Zorro il dominatore ou La última aventura del Zorro) est un film italo-espagnol réalisé par José Luis Merino et sorti en 1969.
Il est le premier film d'une trilogie réalisée par Merino dédiée au personnage de Zorro. Le rôle principal est joué par Carlos Quiney dans les trois films ; les suivants étant Zorango et les comancheros suivi de El Zorro de Monterrey.

## Fiche technique
- Titre original : La última aventura del Zorro
- Titre italien : Zorro il dominatore
- Titre français : Z comme Zorro[3]
- Titre alternatif : Zorro le dominateur[4]
- Titre anglais ou international : Zorro's Latest Adventure
- Réalisation : José Luis Merino
- Scénario : María del Carmen Martínez Román, Lorenzo Gicca Palli
- Photographie : Emanuele Di Cola
- Montage : Giuseppe Giacobino
- Musique : Coriolano Gori (Lallo Gori)
- Production : María Ángel Coma Borras, Ángel Rosson y Rubio
- Société(s) de production : Duca Internazionale, Producciones Cinematográficas Hispamer Films
- Société(s) de distribution : France : Les Films Fernand Rivers[3]
- Pays d’origine :  Italie,  Espagne
- Langue originale : italien, espagnol
- Format : couleur (Eastmancolor) — son Mono
- Genre : western
- Durée : 89 minutes
- Dates de sortie :
  - Espagne : 12 décembre 1969[5]
  - Italie : 1970
  - France : 10 mars 1971[3]

## Distribution
- Carlos Quiney : Antonio Sandoval / El Zorro
- Maria Pia Conte : Isabel
- Aldo Bufi Landi : colonel Mauricio de Córdoba
- José Jaspe : Don Fernando, le gouverneur
- Juan Cortés : le père de Manuela
- Pasquale Basile (de) : lieutenant Somoza
- Léa Nanni : Manuela
- Santiago Rivero : le trésorier
- María Salerno (es) (Marta Monterrey) : Sarita
- Pasquale Simeoli (Lino Desmond) : capitaine Álvaro Mendoza
- Rafael Vaquero : un citoyen
- Antonio Vidal Molina
- Antonio Giménez Escribano (es)
- Alex Marco

## Production
Le tournage s'est déroulé à Colmenar Viejo.
Film à petit budget, des images des films de Ricardo Blasco, Les Trois Épées de Zorro et Le Serment de Zorro, ont été réutilisées dans Z comme Zorro.

## Sorties en DVD et disque Blu-ray
Le film, dans sa version francophone, reste inédit sur support DVD et Blu-ray.